# Канон (релігія)
Кано́н (грец. κανών — брусок; прут; лінійка; правило, норма; лат. canon) —  «церковне правило, догма; пісня на честь святого; усталена норма», що установлений апостолами, Вселенськими та помісними соборами й Отцями Церкви, церковною Святою Традицією, що стосується внутрішнього устрою християнської церкви і правил її стосунків ззовні з іншими; основні релігійні приписи. Слід відрізняти від догматичних постанов (оросів). Канони є джерелом і виявом культу віровчення й церковного права, зразком діяльності та світогляду.

## Церковний канон

### Ухристиянстві
У Православ'ї і в Католицтві поширене використання у чотирьох значеннях терміна «канон»:
- щодо віровчення, обряду, церковної організації
- постанови Вселенських соборів про церковне життя
- сукупності книг Біблії
- форми богослужбового піснеспіву.

#### Московська церква
Номоканон містить у собі канони, які перейняла від Константинопольської православної церкви Російська православна церква (РПЦ). Основний канонічний корпус цієї церкви міститься в збірнику, який має титул Книга правил (повна назва: «Книга правил святих апостол, святих соборів вселенських і помісних, і святих отець»); була видана Святішим Синодом РПЦ 1839 року російською мовою, стилізованою під церковнослов'янську.

## Канон у буддизмі
Багатотомним зводом буддійських творів є
- палійський канон (Ганджур, тиб. བཀའ་འགྱུར,), до якого додається звід коментарів
  - Тибетський канон (Данджур, тиб. བསྟན་འགྱུར,).
  - Китайський канон — буддистський канон Китаю, що має кілька назв, найуживаніші з них це; «Саньцзан» (дослівно — «Три скарбниці»), «Да Цзан Цзин» («Велике сховище сутр»; Великий буддійський канон; Китайський буддійський канон; Китайська Тріпітака), «І це цзин» (Усі сутри). Китайська Трипітака почала складатися у II ст. н. е..

## Канон у даосизмі
Основним канонічним текстом даосизму є «Канон дао і де» або «Дао де цзін».